# Catedral de Nuestra Señora de la Asunción (San Jacinto)
La  Catedral de Nuestra Señora de la Asunción o Catedral Católica Siria de Nuestra Señora de la Asunción es un templo que pertenece a la Iglesia católica y que sigue el rito católico sirio una de los subdivisiones de las iglesias católicas orientales en plena comunión con el Papa en Roma. Se localiza en la primera calle de la urbanización San Jacinto en la ciudad de Maracay, capital del Estado Aragua, en el centro norte del país sudamericano de Venezuela. No debe ser confundida con otra catedral también dedicada a la misma advocación mariana pero que sigue el rito romano o latino de la Iglesia Católica en la misma ciudad. La catedral también es llamada Iglesia de San Jacinto por encontrarse en dicha urbanización.
Funciona como la sede del Exarcado apostólico sirio de Venezuela (Exarchatus Apostolicus pro fidelibus ritus Antiocheni Syrorum in Venetiola) que fue creado el 22 de junio de 2001 por su santidad el Papa Juan Pablo II mediante la constitución apostólica Ecclesiales communitates.
Es una de las 3 parroquias de este rito en Venezuela siendo las otras 2 las dedicadas a Nuestra Señora del Amparo en Puerto La Cruz, Estado Anzoátegui, y San Jorge en Barquisimeto, Estado Lara.